# Водоспад Камєнчик
Водоспад Камєнчик (пол. Wodospad Kamieńczyka) — найвищий водоспад польських Судетів, розташований у Карконоському національному парку неподалік міста Шклярська Поремба в Нижньосілезькому воєводстві, Польща. Його висота становить 27 метрів, і він утворений трьома каскадами, які спадають до мальовничого Каньйону Камєнчика (пол. Wąwóz Kamieńczyka) довжиною близько 100 м, із вертикальними стінами заввишки до 30 м і шириною до 4 м у найвужчих місцях.

## Розташування та доступ
Водоспад розташований уздовж червоного туристичного маршруту, що веде від Шклярської Поремби до гори Шреніца. Це частина Головного судетського маршруту імені Мечислава Орловича .
До водоспаду можна дістатися двома основними маршрутами:
Червоний маршрут із району Хута — стартує з автостоянки на південному заході Шклярської Поремби, проходить 1,5 км (близько 30 хв) прямо до водоспаду.
Чорний маршрут від центру Шклярської Поремби — починається біля лижного підйомника «Ski Arena Szrenica» і триває приблизно 45 хв (2 км), з’єднуючись з червоним маршрутом на перехресті «Роздорожжя під Камєнчиком» (пол. Rozdroże pod Kamieńczykiem) .

## Інфраструктура
Неподалік водоспаду розташована туристична база "Камєнчик" ( пол. "Kamieńczyk") і шатро "Селянка" (пол. "Sielanka"), а також верхня оглядова платформа з безкоштовним доступом. 
До нижнього рівня водоспаду ведуть металеві сходи, прикріплені до стін каньйону. Перед спуском відвідувачі отримують захисні шоломи через можливість падіння каміння.

## Цікаві факти
Під середньою каскадою знаходиться невелика печера "Золота Яма" (пол. Złota Jama), частково штучно викопана валонами для видобутку аметистів.
Водоспад Камєнчика став знімальним майданчиком фільму «Хроніки Нарнії» .